# L'incoronazione di Poppea
L'incoronazione di Poppea és una òpera seriosa en tres actes composta per Claudio Monteverdi sobre un llibret en italià de Giovanni Francesco Busenello, basat en fets històrics descrits en els Annals de Tàcit. Va ser estrenada el 1642 al Teatro Santi Giovanni i Paolo de Venècia.
És la primera òpera on els protagonistes són personatges històrics, molt més humanitzats que els mitològics habituals en les òperes anteriors, fet que li permeté un tractament aprofundit de la individualitat psicològica de cadascun dels personatges, amb un resultat molt més commovedor que el de la resta d'obres que s'havien pogut veure al teatre fins aquell moment.

## Sinopsi
L'heroïna és Sabina Popea, segona esposa de l'emperador romà Neró. Aquesta és l'última òpera de Monteverdi, on demostra la seva maduresa com a compositor. Drama més amoral que no pas immoral, celebra la victòria de la passió i de l'ambició, i presenta una varietat i complexitat molt grans tant en la psicologia dels personatges com en els recursos musicals, però sense defugir la ironia i el sarcasme, en un conjunt que integra tràgic i còmic, sentiments i afectes, crueltat i sensualitat.